# Prambanan
Candi Prambanan (auch: Candi Rara Jonggrang) ist die größte hinduistische Tempelanlage Indonesiens und einer der größten hinduistischen Tempel in Südostasien. Sie befindet sich etwa 18 km östlich von Yogyakarta auf der Insel Java. Charakteristisch ist die hohe und spitze Bauform, die typisch für hinduistische Tempel ist, sowie die strenge Anordnung zahlreicher Einzeltempel um das 47 m hohe Hauptgebäude in der Mitte.
Errichtet wurde Prambanan um das Jahr 850, entweder unter Rakai Pikatan, einem König von Mataram, oder unter Balitung Maha Sambu während der Sanjaya-Dynastie. Schon bald nach seiner Fertigstellung wurde der Tempel verlassen und begann zu verfallen. Die Tempelanlage wurde 1991 von der UNESCO als Weltkulturerbe anerkannt.

## Anlage
Die Anlage setzt sich aus acht Hauptschreinen oder -tempeln zusammen, sowie mehr als 250 Einzeltempeln, die die Hauptschreine umgeben. Die drei größten Schreine, Trisakti („drei heilige Orte“) genannt, sind den drei Göttern Shiva dem Zerstörer, Vishnu dem Bewahrer, und Brahma dem Schöpfer geweiht. Das entspricht der Grundstruktur der Trimurti – der Hindu-Göttertrinität –, die sich in vielen hinduistischen Tempelanlagen, auch in Indonesien (zum Beispiel in Pura Besakih auf Bali), wiederfindet.
Auf dem gleichen Areal, aber in einiger Entfernung von den hinduistischen Tempeln befindet sich auch eine Anlage mit drei kleineren buddhistischen Tempelkomplexen, die ebenfalls völlig oder teilweise beschädigt sind und/oder gerade rekonstruiert werden.
Der Wiederaufbau des Komplexes begann 1918 und ist noch nicht abgeschlossen. Das Hauptgebäude wurde erst 1953 fertiggestellt. Vor allem das Wiederauffinden und die korrekte Zuweisung des ursprünglichen Baumaterials bereitet Probleme, da oftmals Material an weit entfernten Bauten wiederverwendet wurde. So werden nur Gebäude wiederaufgebaut, von denen mindestens 75 Prozent der ursprünglichen Steine vorliegen, und von vielen der kleineren Schreine kann man immer noch nicht viel mehr als die Grundmauern sehen.
Durch ein starkes Erdbeben am 27. Mai 2006 wurde die Tempelanlage des Prambanan, die ohnehin gerade restauriert wurde, schwer beschädigt. Um das genaue Ausmaß der Schäden zu erfassen, wurde die Anlage für einige Wochen geschlossen. Es wurden schwere strukturelle Schäden an den Candi (IPA: [tʃandi], Stupa) Brahma, Vishnu und Garuda festgestellt. Seit Juli 2006 laufen erneute groß angelegte Renovierungsarbeiten. Wie genau die strukturellen Schäden an den genannten Candi behoben werden sollen, ist noch offen. Zur Diskussion steht unter anderem ein kompletter Neuaufbau. Seit August 2006 ist Prambanan wieder für Besucher geöffnet.
Im weiteren Umkreis um den Prambanan befinden sich noch zahlreiche weitere Tempel, von denen viele unter Asche- und Schlammschichten liegen, die von Ausbrüchen des nahen Vulkans Merapi stammen.
- Etwa einen Kilometer nordöstlich des Prambanan-Tempels steht Candi Sewu, der zweitgrößte buddhistische Tempelkomplex Javas mit fast 250 Haupt- und Nebentempeln. Vom in der Mitte liegenden Haupttempel aus teilt sich die von einer Mauer umgebene Anlage in vier Quadrate, die von kleineren Tempeln ausgefüllt sind. Die vier Tore werden jeweils von drei Meter hohen Dvarapalas flankiert. Alle Tempel sind mit reichen Flachreliefs überzogen. Die Anlage wurde Ende des 8. Jahrhunderts, in der Regierungszeit des Sailendra-Herrschers Rakai Panangkaran (746–780) und seines Nachfolgers Indra (782–812) erbaut.
- Candi Plaosan, ein ebenfalls buddhistischer Tempelkomplex, steht etwa 1,5 km östlich von Candi Sewu. Ursprünglich waren es zwei Tempelgruppen, von denen eine beim Erdbeben 1867 vollständig zerstört wurde. In der Mitte des Komplexes sind noch zwei große Tempel erhalten, die jeweils von Mauern umgeben und durch zahlreiche Schreine und massive Stupas verbunden sind. Die Tore der Außenmauern werden von Dvarapalas mit Keulen bewacht. Die Wände beider Tempel sind mit ornamentalen und figürlichen Reliefs, die Fenster mit plastischen Kala-Köpfen (am Sturz) und Bodhisattvas (seitlich) geschmückt. Das Innere ist dreigeteilt durch zwei Etagen mit jeweils drei Räumen und  ein vorgetäuschtes drittes Stockwerk. In jedem Raum standen Dreiergruppen als Kultbilder: Buddha zwischen zwei Bodhisattvas, wobei die Mittelfiguren verschwunden sind. An den Balkenlöchern in den Wänden ist zu erkennen, dass die Räume einen hölzernen Fußboden hatten. Das mehrstufige Dach setzt sich aus kleinen Stupas zusammen, die in einem größeren zentralen Stupa enden. Laut einem Inschriftenstein hat Pramoda Vardhani, mit Rakai Pikatan verheiratete Co-Regentin aus der Sailendra-Dynastie, den Tempel um 850 erbauen lassen.

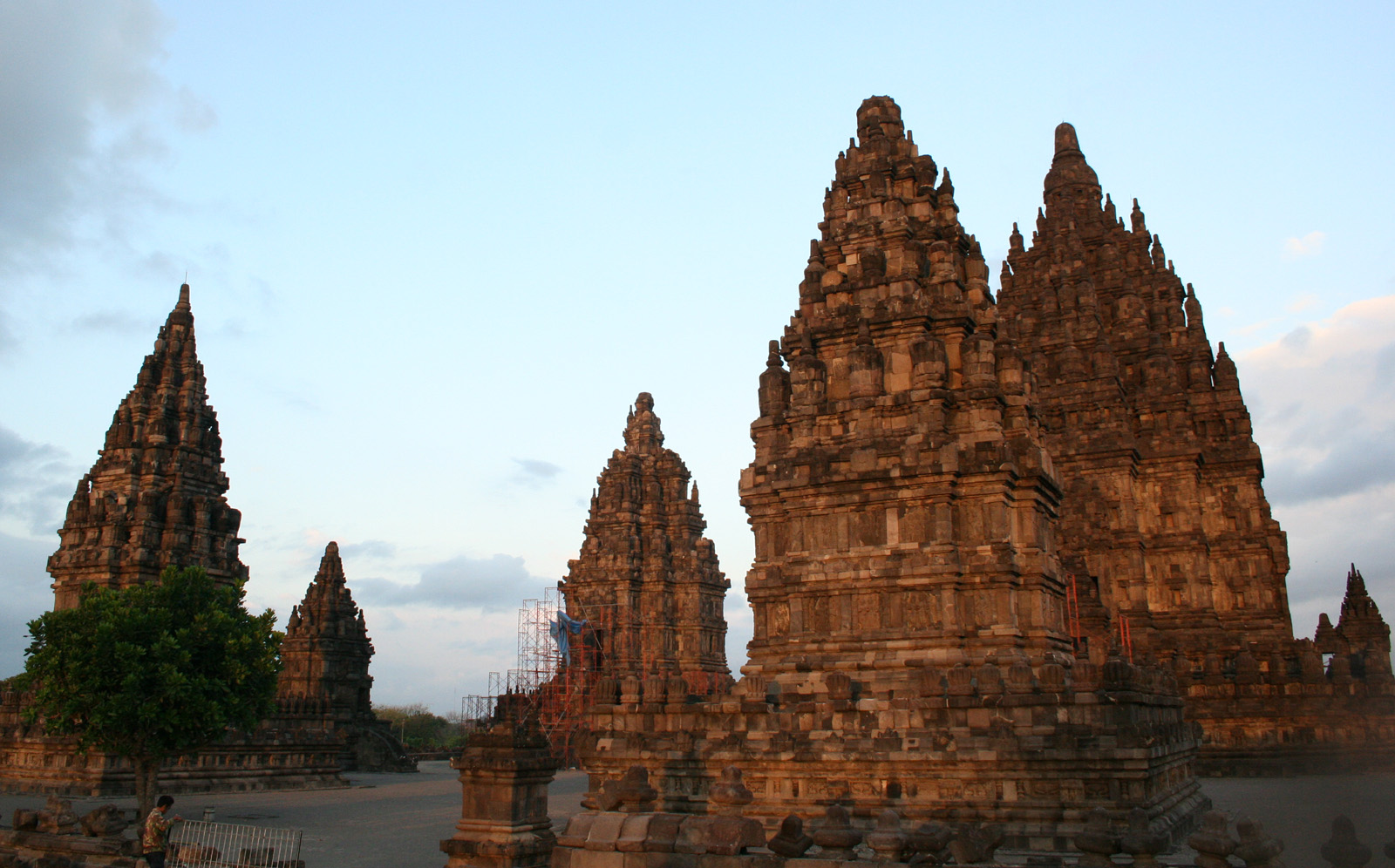
Die Hauptgruppe der Tempel von Prambanan bei Sonnenaufgang
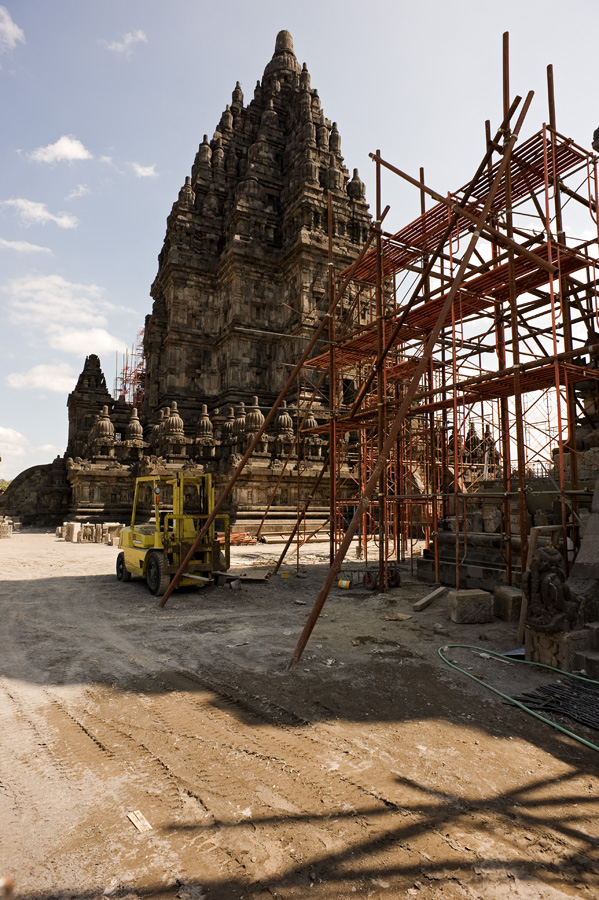
Wiederaufbau beschädigter Tempel
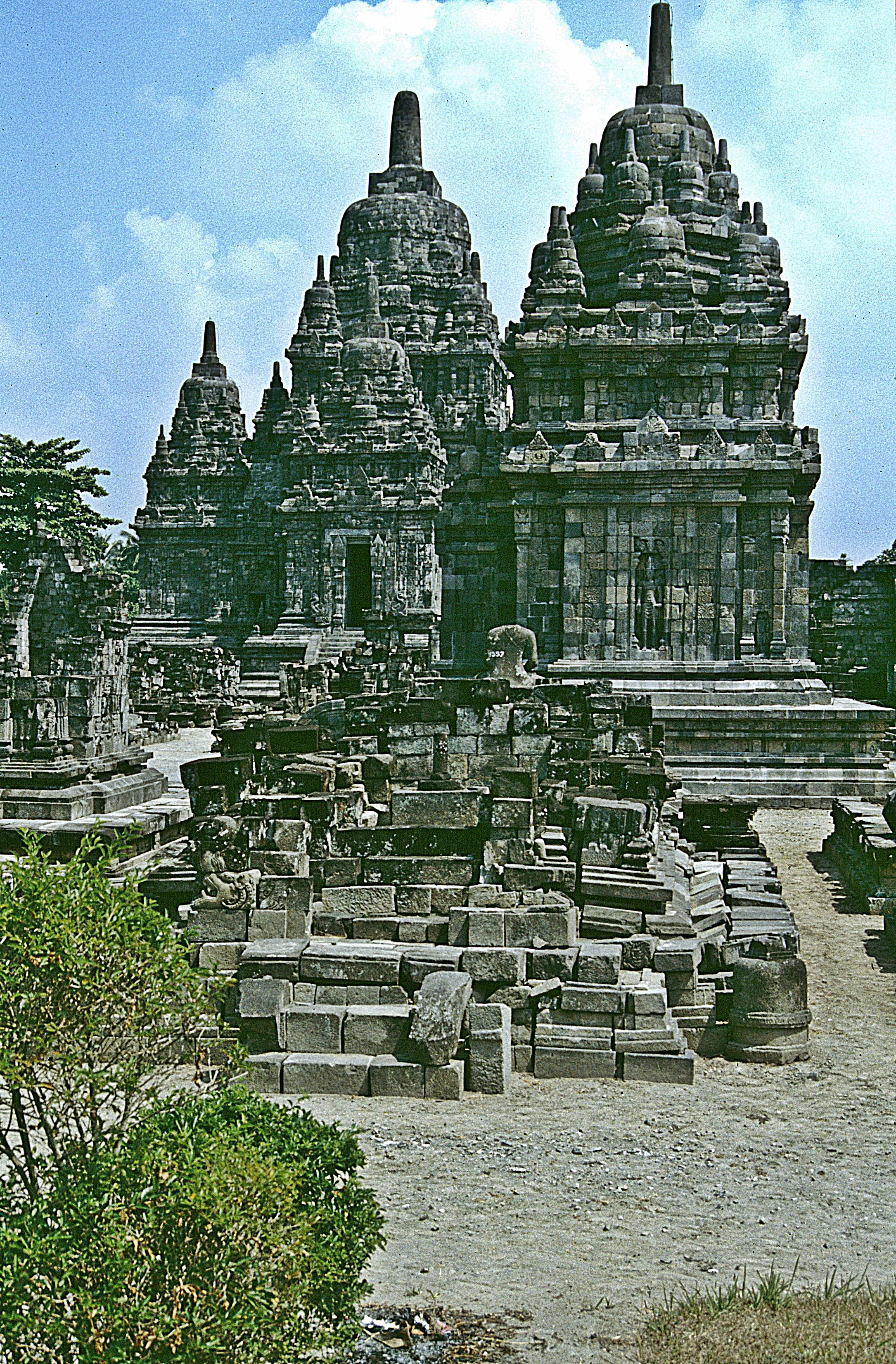
Candi Sewu
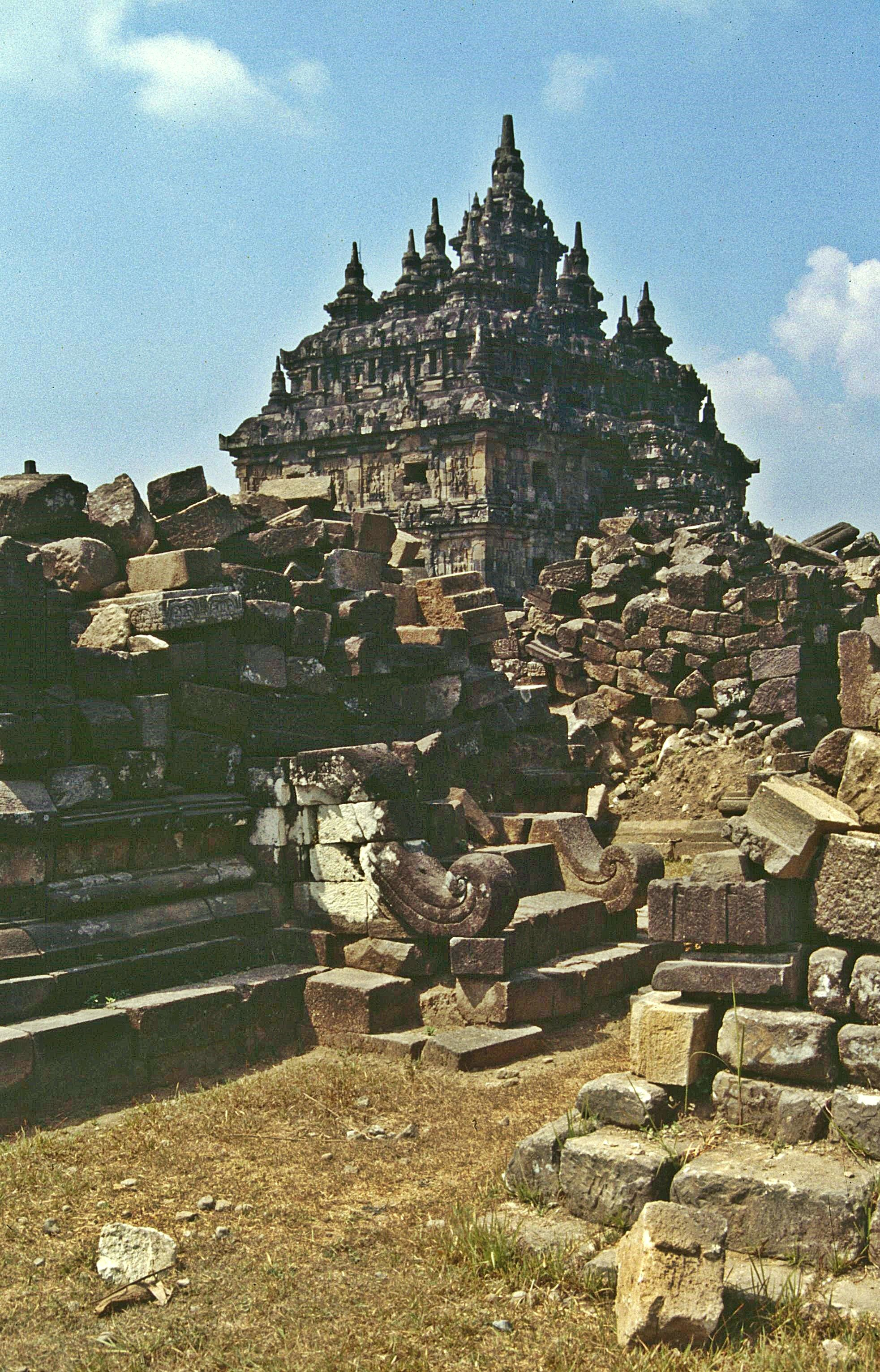
Candi Plaosan

## Legende
Der Legende nach soll hier ein Prinz in nur einer Nacht insgesamt 1000 Tempel erbaut haben. Die schöne Prinzessin Loro Djonggrang, um die der Prinz freite, verschmähte ihn und stellte ihm die offenbar unlösbare Aufgabe, 1000 Tempel in nur einer Nacht zu bauen. Als 999 Tempel mit Hilfe einiger Dämonen fertig waren, erkannte die Prinzessin ihre missliche Lage und ersann eine List. Die Königstochter ließ Feuer am Horizont anfachen und täuschte so den Sonnenaufgang vor. Damit war die Aufgabe des Prinzen verloren, er konnte die Prinzessin nicht heiraten. Zur Strafe soll er sie in den tausendsten und zugleich größten Tempel von allen verwandelt haben.